# Centerboor

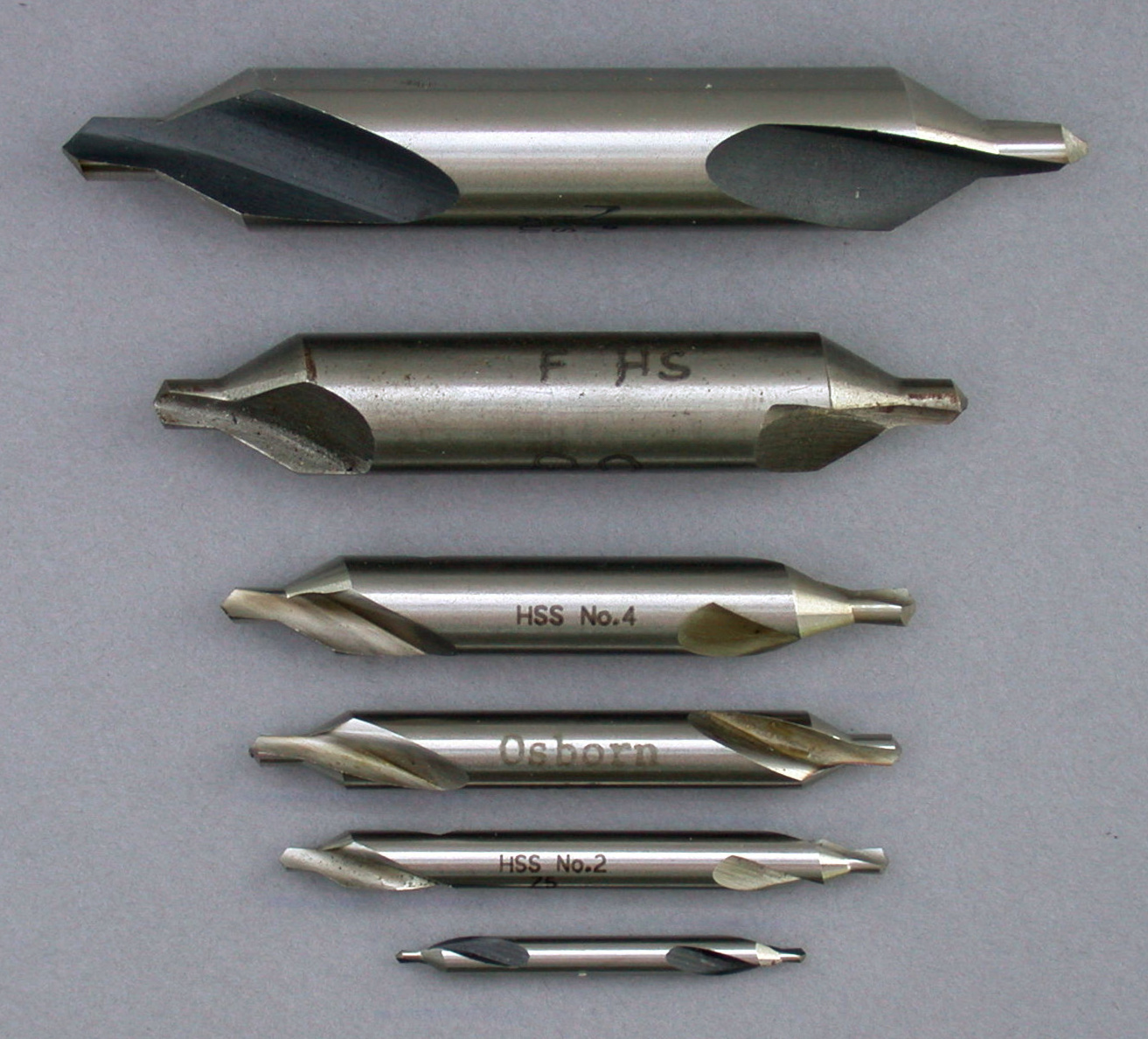
Centerboren

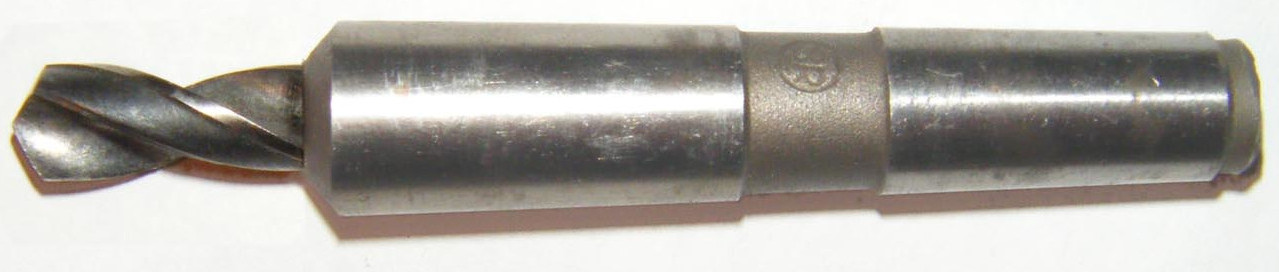
Eenzijdige centerboor met morseconus-opname, ten behoeve van gebruik in een draaibank.

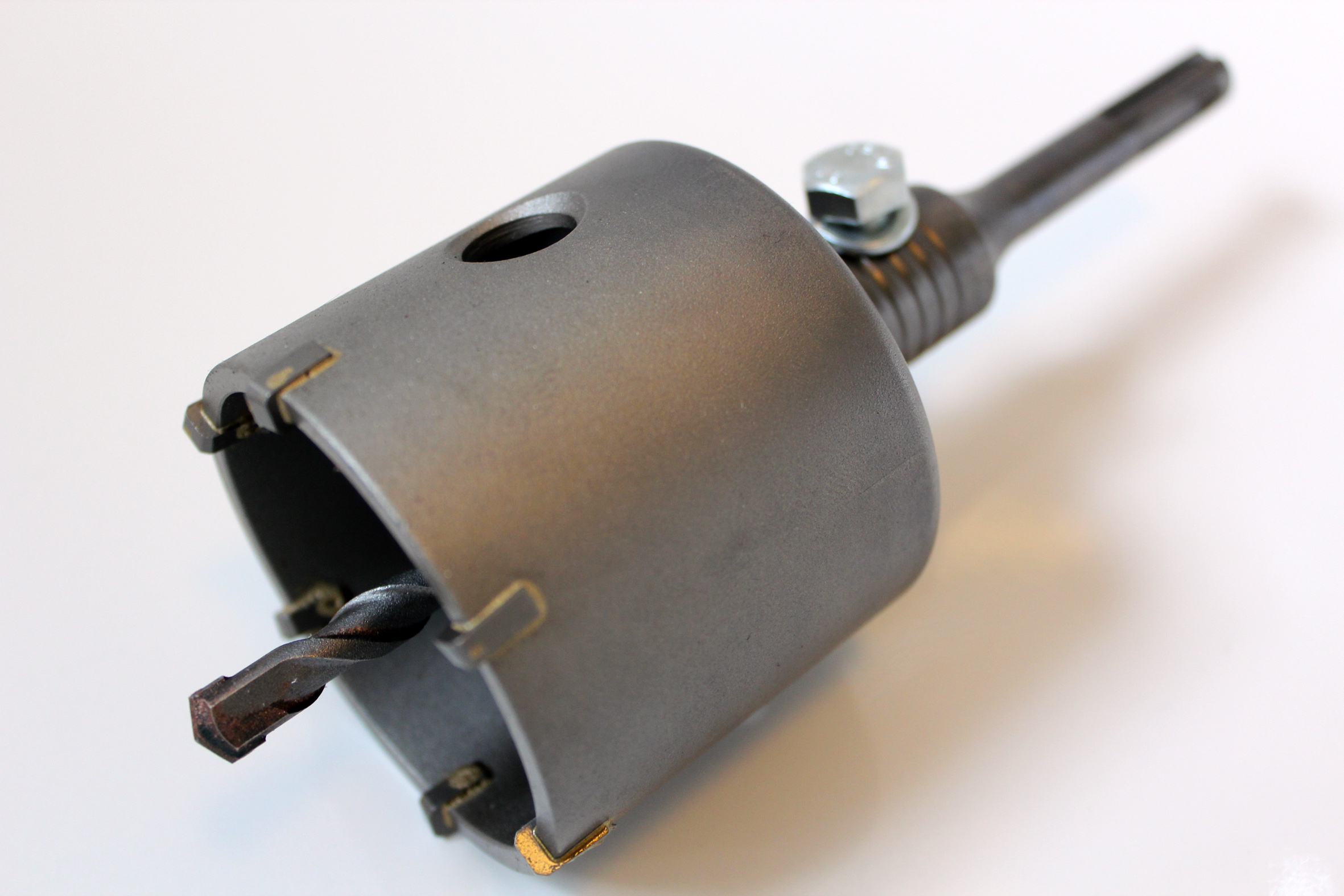
Een gatenzaag met in het centrum een centreerboor

Een centerboor of centreerboor is een boor die speciaal is ontworpen om een boorgat zeer nauwkeurig te kunnen positioneren. Een normale boor is vanwege zijn lengte en door de aanwezigheid van een spiraalgroef enigszins flexibel, en daardoor kan hij bij het aanzetten, onbedoeld weglopen van de oorspronkelijk bedoelde plek. Een centerboor is zeer kort, heeft maar een korte groef en heeft een speciale centreerpunt die een veel kleinere diameter heeft dan de schacht van de boor. Doorgaans is een centerboor gemaakt van HSS, dat ook bij hoge temperaturen hard blijft. Daardoor blijft de boorpunt goed op zijn plaats. De top van de centerboor heeft een hoek van 60, 90 of 120°. Meestal zijn centerboren tweezijdig.
Het is niet mogelijk om met een centerboor diepe gaten te boren. Als eenmaal een klein gaatje op exact de gewenste plek is geboord met de centerboor dan kan het uiteindelijke gat geboord worden met een normale boor.
Centerboren hebben voornamelijk toepassing in werktuigmachines, zoals een kolomboormachine of een draaibank.
De exacte vorm en afmetingen van centerboren worden gedefinieerd in de DIN-normen 332 en 333.

## Centreerboren in gatenzagen
Gatenzagen zijn meestal uitgerust met een centrale boor, die ook wel 'centreerboor' wordt genoemd. Ook hier is de functie het op de plaats houden van het gereedschap. In tegenstelling tot de centerboor wordt deze juist gebruikt bij het handmatig maken van gaten.

## Centreerpunten
Speedboren zijn uitgerust met een centreerpunt, die eveneens de functie heeft om de boor op zijn plaats te houden.